# Radnorshire
Radnorshire (Walisisch: Sir Faesyfed) ist eine der dreizehn traditionellen Grafschaften sowie eine ehemalige Verwaltungsgrafschaft von Wales. Historische Hauptstadt und namensgebender Ort ist die Stadt New Radnor (walisisch Maesyfed), später Presteigne (Llanandras). Seit 1974 ist Radnorshire ein Teil von Powys.

## Geografie
Die Grafschaft grenzt an Montgomeryshire, Shropshire, Herefordshire, Brecknockshire und Cardiganshire. Die Landschaft ist bergig und wird durch die Cambrian Mountains geprägt. Die höchste Erhebung mit 660 m liegt im Radnor Forest.
Der Wye, der Teme, der Elan und der Ithon sind die wichtigsten Flüsse. Bedeutende Orte neben Presteigne sind Knighton, Llandrindod Wells, New Radnor, Rhayader und Newbridge on Wye.
1961 hatte die Grafschaft 18.431 Einwohner auf 1219 km².

## Verwaltungsgeschichte
Bis 1974 war Radnorshire eine eigenständige Verwaltungsgrafschaft und wurde dann neben Brecknockshire und Montgomeryshire einer der drei Districts der neuen Grafschaft Powys. 1996 wurden alle Districts aufgelöst und Powys wurde eine Unitary Authority mit dem Status eines County. Bei der Volkszählung 2001 hatte das Gebiet des früheren Districts Radnorshire 24.805 Einwohner.